# Sonate K. 35
Pour les articles homonymes, voir K35.
La sonate K. 35 (L.386) en sol mineur est une œuvre pour clavier du compositeur italien Domenico Scarlatti.

## Présentation
La sonate K. 35 en sol mineur est notée Allegro. Elle fait partie des sonates publiées par Thomas Roseingrave en 1739. Le style en forme de toccata de cette petite pièce est semblable aux compositions de la période romaine de Scarlatti, vers 1710, comme les sonates K. 31, 40 et 42.

## Édition et manuscrits
La sonate est publiée comme numéro 12 de l'édition Roseingrave (Londres, 1739) avec les K. 31 à 42 ; une copie manuscrite est dans Vienne G 13 (VII 28011 G) et Q 15117 (no 7).

## Interprètes
La petite sonate K. 35 est défendue au piano par Clara Haskil (1950, Westminster) et Federico Colli (2019, Chandos, vol. 2) ; au clavecin par Scott Ross (1985, Erato), Richard Lester (2007, Nimbus, vol. 7). Par ailleurs, Vincent Boucher la joue à l'orgue (2005, Atma).

## Sources
: document utilisé comme source pour la rédaction de cet article.
- Ralph Kirkpatrick (trad. de l'anglais par Dennis Collins), Domenico Scarlatti, Paris, Lattès, coll. « Musique et Musiciens », 1982 (1re éd. 1953 (en)), 493 p. (OCLC 954954205, BNF 34689181).
- Alain de Chambure, « Domenico Scarlatti : Intégrale des sonates — Scott Ross », p. 204, Erato (2564-62092-2), 1985 (OCLC 891183737) .
- (es) Celestino Yáñez Navarro (thèse), Nuevas aportaciones para el estudio de las sonatas de Domenico Scarlatti. Los manuscritos del Archivo de Música de las Catedrales de Zaragoza, Université autonome de Barcelone, 2016 (lire en ligne)